# 布雷斯
布雷斯（發音：[bʁɛs] ⓘ）是法国的一个传统地区，也是历史上的一个行省，位于奥弗涅-罗讷-阿尔卑斯大区和勃艮第-弗朗什-孔泰大區之间。

## 地名
“布雷斯”（Bresse）的名称起源于凯撒领导的高卢战争期间罗马人给该地区的取的名字“Saltus Brixiae”，其中“Brixia”指凯尔特人的水之女神，而“Saltus”意为树木繁茂的地区。

## 地理
布雷斯占地面积近4,000平方公里，西至索恩河，北接杜河，东临汝拉山，而在南部，布雷斯与栋布地区的界限变得模糊，最普遍接受的观点是以沙拉罗讷河与索恩河交汇为西，以市镇圣马丹迪蒙为东，此两地之连线为南界。

## 经济和农业
得益于优越的地理位置，布雷斯有4000家非常活跃的企业，主要涵盖以下领域：农产食品加工、冶金、车体制造、机械、运输和健康。
布雷斯以每年由330个育种者露天饲养的120万只布雷斯鸡而闻名。
在布雷斯及其周边地区，特别是在隆斯勒索涅西北部的矿层中，有几个褐煤矿井。